# Pakistán en los Juegos Olímpicos de Londres 2012
Pakistán estuvo representado en los Juegos Olímpicos de Londres 2012 por un total de 21 deportistas, 19 hombres y 2 mujeres, que compitieron en 4 deportes.
El portador de la bandera en la ceremonia de apertura fue el jugador de hockey sobre hierba Sohail Abbas. El equipo olímpico pakistaní no obtuvo ninguna medalla en estos Juegos.